# Ryan Tveter
Ryan Tveter (Oyster Bay, 20 de maio de 1994) é um automobilista estadunidense.

## Carreira

### Primeiras corridas de Fórmula
Ao contrário da maioria dos outros pilotos, Tveter não iniciou sua carreira no automobilismo no kart, ele iniciou sua carreira diretamente nas corridas de Fórmula. Ele fez sua primeira corrida em apoio ao Grande Prêmio do Canadá de 2011 em uma corrida de Fórmula Ford, onde terminou em décimo em uma corrida com 44 participantes. Ele participou de três corridas do Fórmula Tour 1600 pela equipe Jensen Motorsports, além de duas corridas nos Estados Unidos no Campeonato Nacional F2000.

### Campeonato de Star Mazda
Em 2012, ele estreou em tempo integral na temporada do Campeonato de Star Mazda, pilotando para a Team GDT. Com o quinto lugar na corrida de Edmonton City Centre Airport como o melhor resultado, terminou em décimo oitavo no campeonato com 91 pontos, depois de perder três finais de semana de corrida.

### Fórmula Renault
Em 2013, Tveter mudou para a Europa, para competir na Fórmula Renault 2.0 NEC pela equipe Fortec Competition. Com um quinto e um quarto lugar em Spa-Francorchamps como seus melhores resultados, terminou em 16º no campeonato com 87 pontos. Ele também pilotou para a Fortec, como piloto convidado, em dois finais de semana de corrida da Eurocopa de Fórmula Renault 2.0 nos circuitos de Hungaroring e Paul Ricard, o 24º lugar na primeira corrida em Hungaroring foi o seu melhor resultado.
No início da temporada regular de 2014, ele participou da Fórmula Renault 2.0 NEC e da Eurocopa de Fórmula Renault 2.0 pela equipe Josef Kaufmann Racing. Na NEC, ele conquistou seu primeiro pódio no campeonato no TT Circuit Assen, com o segundo lugar atrás de Seb Morris, fazendo ele ficar no nono lugar da classificação geral com 150 pontos. Na Eurocopa, ele ganhou um ponto no Moscow Raceway, terminando em 23º no campeonato, mesmo depois de perder o último fim de semana de corrida no Circuito Permanente de Jerez devido a uma lesão nas costas.

### Toyota Racing Series
No inverno de 2014, Tveter disputou a Toyota Racing Series, onde pilotou para a equipe Giles Motorsport. Ele conquistou dois pódios, um no Highlands Motorsport Park e o outro no Manfeild Autocourse. Em parte por isso, ele se terminou o décimo sétimo no campeonato com 347 pontos.

### Campeonato Europeu de Fórmula 3 da FIA
Em 2015, Tveter estreou na Fórmula 3 no Campeonato Europeu de Fórmula 3 da FIA, onde competiu pela equipe Jagonya Ayam with Carlin. Ele marcou seus únicos dois pontos da temporada com um nono lugar no Circuito de Park Zandvoort e terminou em 23º no campeonato. Além disso, ele também participou naquele ano no Masters de Fórmula 3 pela Carlin, no qual ele ficou em sétimo, e no Grande Prêmio de Macau para a Team West-Tec F3, na qual ele não conseguiu chegar ao final.
Em 2016, Tveter continuou a competir no Campeonato Europeu de Fórmula 3 da FIA pela Carlin. No entanto, três finais de semana de corrida antes do final da temporada, ele anunciou que deixaria a equipe e a categoria. Com três sétimos lugar como seus melhores resultados, ele terminou em décimo sétimo na classificação geral com 25 pontos.

### GP3 Series
Tveter estreou na GP3 Series depois de ser nomeado como um dos pilotos da equipe Trident para a disputa da temporada de 2017. Ele conquistou dois pódios um em Hungaroring e o outro em Spa-Francorchamps, tornando-se o oitavo colocado no campeonato de pilotos com 78 pontos.

### Campeonato de Fórmula 2 da FIA
Em 2019, Tveter começou o ano sem um contrato para participar de corridas, mas no fim de semana de corrida do Campeonato de Fórmula 2 da FIA disputa no Red Bull Ring, ele se juntou a Trident como piloto substituto de Ralph Boschung.